# Борис і Гліб (ікона з Савво-Вишерського монастиря)
«Бори́с і Гліб»  — ікона середини XIII століття з Києва, що зображує святих Бориса і Гліба. Зберігалась у Вознесенській церкві Савво-Вишерського монастиря в Новгородi, нині — у колекції Національного музею «Київська картинна галерея» в Києві (є найраннішим твором у колекції).

## Опис
На іконі зображені руські князі Борис і Гліб (убиті у 1015), сини київського великого князя Володимира Святославича; стали першими святими, які були канонізовані руською православною церквою.
Спільне зображення святих, що символізує братолюбство, стало новим і виключно російським мотивом в іконографії. Брати Борис і Гліб зображені у повний зріст і в однакових позах. Кожен з братів тримає у своїй руці хрест, а в іншій — меч, вістрям донизу (символ миролюбства), що підтримується під руків'ям. Через різницю у віці, помітні відмінності у зовнішності князів. У Бориса невелика борідка та вуса, а юний Гліб зображений безбородим із ніжним круглим обличчям. Одяг князів відповідає тому, який носили у ті часи на Русі: сорочка-тільник, зверху корзно (старовинний верхній одяг, схожий на плащ) на підкладці, декорований орнаментом, а також шапка, оторочена хутром. Форма мечів збігається з характером зброї того часу, знайденої під час розкопок.
Ікона відносно гарно збереглась, але має низку дрібних заробок і лагоджень у втрачених місцях. Також мало що залишилося від початкового срібного фону (у XIV (?) столітті на цей срібний фон було нанесено червоний, який було видалено при реставрації). Місця поглиблень на дошці (на німбах, фібулах і руків'ях мечів) свідчать про те, що у своєму первісному вигляді ікона була прикрашена дорогоцінним камінням (нині втрачені).

## Атрибуція і датування
Зазвичай приписувалася новгородській школі, однак за своїм колоритом ікона несхожа з творами новгородських майстрів. Російський історик мистецтва Герольд Вздорнов (1936) першим спробував зблизити ікону «Борис і Гліб» із тверськими пам'ятниками (робота Вздорнова про цю ікону не оприлюднена). Попри те, що ікона тяжіє до мистецтва XIII століття, вона не могла бути виконана раніше початку XIV століття.
Насправді ікона «Борис і Гліб» написана у Києві і це вже давно встановлено. В академічному виданні «Українське малярство 10–18 століть» читаємо: «Ікона «Борис і Гліб» – одне із стародавніх зображень, яке передає індивідуальність вигляду, що був відбитий сучасниками князів на перших київських іконах». Автор видання докладно перераховує численні особливості кольору, пропорцій, форми рук і ніг, елементи військового одягу, які безсумнівно пов’язують шедевр з київською іконописною школою і зокрема з мозаїками Михайлівського Золотоверхого собору.

## Історія
У 1914 році ікона була вивезена із Вознесенської церкви Савво-Вишерського монастиря з Новгорода (заснований на початку XV ст. вихідцями з Твері). Придбана відомим колекціонером і підприємцем Павлом Харитоненком (1852—1914), де вона зберігалась у 1914–1930 роках у його маєтку у церкві села Наталіївка Харківської губернії. У 1938 році потрапила у зібрання Київської національної картинної галереї з Київського музею українського мистецтва (нині — Національний художній музей України).